# Edebo kyrka
Edebo kyrka är en kyrkobyggnad i Edebo. Den är församlingskyrka i Häverö-Edebo församling i Uppsala stift.

## Kyrkobyggnaden
Nuvarande stenkyrka byggdes under 1400-talets senare hälft, men sakristian är till vissa delar från 1200-talet. Enligt dokument fanns här tidigare en träkyrka. Kyrkans väggar pryds av välbevarade kalkmålningar av den s.k. Edebomästaren och skildrar händelser ur gamla och nya testamentet. Vapenhuset byggdes 1514 och är troligen samtida med kalkmålningarna.
Kyrkan restaurerades 1913 under ledning av Sigurd Curman.
En klockstapel står på andra sidan landsvägen nordväst om kyrkan. På stapelns lanternin finns årtalet 1758 påmålat, och skulle kunna vara det årtal som stapeln byggdes. Storklockan blev gjuten år 1625.
2016 stängdes kyrkan efter stora problem med mögel och fukt. Kyrkan var stängd i drygt fem år innan en större renovering med sanering och rengöring av målningarna kunde genomföras. Kyrkan återinvigdes av biskop Karin Johannesson i Uppsala stift i november 2021.

### Orgel
- 1834 byggde Pehr Zacharias Strand, Stockholm en orgel med 12 stämmor.
- Den nuvarande orgeln byggdes 1936 av John Vesterlund, Lövstabruk. Orgeln är pneumatisk. Den har 4 fasta kombinationer och ett tonomfång på 56/30. 10 av stämmorna och fasaden i den nuvarande orgeln kommer från 1834 års orgel.

| Huvudverk I         | Svällverk II      | Pedal          | Koppel |
| Borduna 16´         | Salicional 8´     | Subbas 16´     | I/P    |
| Principal 8´        | Rörflöjt 8'       | Dubbelflöjt 8' | II/P   |
| Flûte harmonique 8' | Violin 4'         |                | II/I   |
| Fugara 8'           | Flöjt 4'          |                | I 4'   |
| Oktava 4'           | Waldflöjt 2'      |                | II 16' |
| Kvinta 2 2⁄3'       | Crescendosvällare |                |        |
| Oktava 2'           |                   |                |        |
| Mixtur IV 1 1⁄3'    |                   |                |        |